# Acqua & Sapone (wielerploeg)/2005
Deze pagina geeft een overzicht van de Acqua & Sapone-Adria Mobil wielerploeg in  2005.

## Renners
| Naam                  | Geboortedatum | Nationaliteit | Ploeg 2004                |
| --------------------- | ------------- | ------------- | ------------------------- |
| Santo Anzà            | 17-11-1980    | Italië        | Landbouwkrediet - Colnago |
| Aleksandr Arekejev    | 12-10-1982    | Rusland       |                           |
| Claudio Astolfi       | 27-06-1978    | Italië        |                           |
| Gabriele Balducci     | 03-11-1975    | Italië        | Saeco Macchine Per Caffè  |
| Denis Bertolini       | 13-12-1977    | Italië        |                           |
| Antonio Bucciero      | 19-04-1982    | Italië        | Saeco Macchine Per Caffè  |
| Marco Cellini         | 20-03-1981    | Italië        |                           |
| Francesco Di Paolo    | 18-04-1982    | Italië        |                           |
| Crescenzo D'Amore     | 02-04-1979    | Italië        |                           |
| Alessandro D'Andrea   | 28-07-1978    | Italië        |                           |
| Alessandro Donati     | 08-05-1979    | Italië        |                           |
| Andrea Ferrigato      | 01-09-1969    | Italië        |                           |
| Jure Golčer           | 12-07-1977    | Slovenië      | Formaggi Pinzolo Fiavè    |
| Bo Hamburger          | 24-05-1970    | Denemarken    |                           |
| Valeriy Kobzarenko    | 05-02-1977    | Oekraïne      |                           |
| Ruggero Marzoli       | 02-04-1976    | Italië        |                           |
| Andrea Masciarelli    | 02-09-1982    | Italië        | Vini Caldirola            |
| Francesco Masciarelli | 05-05-1986    | Italië        |                           |
| Simone Masciarelli    | 02-01-1980    | Italië        | Vini Caldirola            |
| Leonardo Moser        | 25-09-1984    | Italië        | Neoprof                   |
| Rinaldo Nocentini     | 25-09-1977    | Italië        |                           |
| Giuseppe Palumbo      | 10-09-1975    | Italië        |                           |
| Mariano Piccoli       | 11-09-1970    | Italië        | Lampre                    |
| Kyrylo Pospyeyev      | 30-12-1975    | Oekraïne      |                           |
| Andrea Rossi          | 19-04-1979    | Italië        | De Nardi                  |
| Ondřej Sosenka        | 09-12-1975    | Tsjechië      |                           |
| Jure Zrimsek          | 20-01-1982    | Slovenië      | Neoprof                   |

## Overwinningen
Uniqa Classic
1e etappe: Ondřej Sosenka
Ronde van België
4e etappe: Ondřej Sosenka
Ronde van Slovenië
1e etappe: Ruggero Marzoli
Subida al Naranco
Rinaldo Nocentini
Nationale kampioenschappen
Tsjechië (tijdrit): Ondřej Sosenka
Trofeo Matteotti
Ruggero Marzoli
Chrono des Nations
Ondřej Sosenka
2004 · 2005 · 2006 · 2007 · 2008 · 2009 · 2010 · 2011 · 2012